# Roman Sevosteyev
Roman Sevosteyev –en ucraniano, Роман Севостеєв; en ruso, Роман Севастеев, Roman Sevasteyev– (1969) es un deportista ucraniano que compitió para la Unión Soviética en halterofilia.
Ganó una medalla de plata en el Campeonato Mundial de Halterofilia de 1991 y una medalla de bronce en el Campeonato Europeo de Halterofilia de 1994.

## Palmarés internacional
| Representando a la URSS |                           |                   |           |
| Campeonato Mundial      |                           |                   |           |
| Año                     | Lugar                     | Medalla           | Categoría |
| 1991                    | Donaueschingen (Alemania) | Medalla de plata  | 75 kg     |
| Representando a Ucrania |                           |                   |           |
| Campeonato Europeo      |                           |                   |           |
| Año                     | Lugar                     | Medalla           | Categoría |
| 1994                    | Sokolov (República Checa) | Medalla de bronce | 76 kg     |